# Christine Van de Putte
Christine Van de Putte est une écrivaine, réalisatrice et scénariste française, née le 24 juin 1954 à Nancy (France).

## Biographie
Engagée par Jacques Doillon sur l'An 01, en 1973, alors élève de khâgne au lycée Condorcet, elle plonge dans le cinéma au hasard d'une rencontre fortuite, dans le métro, avec Jean-Pierre Léaud. Ce dernier l'engage sur le champ dans la coopérative de production qu'il dirige alors avec Pierre Clémenti et le soutien occulte de François Truffaut. Engagée sur Les Lolos de Lola, puis en vidéo avec Jean Luc Godard, elle devient, incitée à tourner elle-même par François Truffaut, une des rares femmes réalisatrices en 1978. Ses films notables sont Poker Menteuses et revolver-matin, Une Pierre Un Arbre Un Nuage, d'après une œuvre de Carson Mc Cullers et Si je réponds pas c'est que je suis mort. Cherchant notamment à réaliser une version cinématographique de la Forêt des renards pendus d’Arto Paasilinna, elle perd patience à attendre le financement de ses deux derniers films et, encouragée par Raphaël Sorin, elle publie avec succès son premier roman, Les Filles c'est vraiment des pauvres types. Désormais, son espace de liberté sera dans la littérature. Elle continuera à publier des romans chez Flammarion ou J'ai lu, notamment On n'apprend pas la soif. Elle écrit aussi des histoires pour enfants, des œuvres dramatiques diffusées par Radio France et régulièrement des nouvelles dans la revue Bordel créée par Frédéric Beigbeder et Stéphane Million. Elle écrit des paroles de chansons ; on lui doit notamment La Vie au Lasso pour Dawn Landes  et Des œufs dans ma doublure pour Yellow Flight.

## Filmographie
- 1978 : La Vie très brève de Joseph Bizouard, un des tout premiers longs métrages vidéo, coréalisé avec Jean-Louis Daniel. Avec Raoul Van Her, Jean-Pierre Léaud et Christine Van de Putte.
- 1978 : Poker menteuses et Révolver matin
- 1981 : Une pierre, un arbre, un nuage, adaptation de la nouvelle homonyme de Carson McCullers, avec Rufus, Dominique Pinon, José Luis Correia
- 1982 : Si je réponds pas c'est que je suis mort, avec Gérard Blain, Catherine Frot et Michel Van de Putte

## Œuvres
- 2001 : Les filles c'est vraiment des pauvres types, Flammarion, J'ai Lu
- 2002 : Ralbolo, Hachette Jeunesse
- 2003 : La Colombe c'est la femme du pigeon, Flammarion
- 2007 : On n'apprend pas la soif, Flammarion
- « Patrick Dewaere », Bordel, 2008
- « Pierre Desproges », Bordel, "Chapitre premier et dernier", 2010
- « Japon », Bordel, "La pratique du Haïku donne un teint lumineux" 2012